# Giovanni Stefano Doria
Giovanni Stefano Doria (* um 1578 in Genua; † 1643 ebendort) war der 101. Doge der Republik Genua.

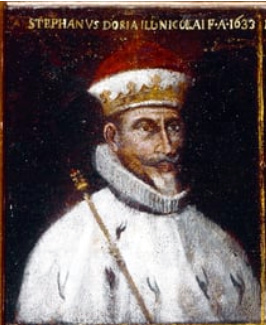
Giovanni Stefano Doria

## Leben

Adelswappen der Familie Doria

### Frühe Jahre
Er wurde um 1578 in Genua geboren. Über sein privates und öffentliches Leben vor dem Dogeat sind keine genauen Einzelheiten bekannt. Sicher ist, dass er zu den Senatoren der Republik gehörte, zum Prokurator ernannt wurde und zusammen mit Ottavio Sauli, Giovanni Francesco Brignole Sale (Doge 1635–1637) und Agostino Pallavicini (ebenfalls Doge 1637–1639) einen wichtigen Botschafterposten am päpstlichen Hof von Gregor XV. innehatte.
Als Liebhaber von Poesie und Literatur hinterließ er mehrere Schriften und poetische Verse und galt als einer der reichsten Männer der Republik Genua und sogar Italiens.
Im Senat gehörte er zu den Befürwortern der Todesstrafe für die mutmaßlichen Urheber der „Verschwörung von Giulio Cesare Vachero“ gegen Genua, in der entscheidenden Phase des Krieges zwischen der Republik und dem Herzogtum Savoyen im Jahr 1625, obwohl der savoyische Staat und die spanische Krone den Genuesen mit Vergeltung drohten. Unter den Verurteilten, die in den piemontesischen Ländern inhaftiert waren, befand sich auch der Sohn seiner Schwester und Lieblingsneffe Carlo Salvago.

### Dogeat
Am 5. Juli 1633 wählte der Große Rat Giovanni Stefano Doria in das höchste Amt des Staates: das 56. in zweijähriger Folge und das 101. in der Geschichte der Republik.
Trotz der von seinem Vorgänger Leonardo Della Torre eingeleiteten Friedensverhandlungen mit dem Herzogtum Savoyen – und folglich auch mit Spanien – konzentrierte sich Doria während seiner zweijährigen Amtszeit als Doge auf neue wirtschaftlich-finanzielle Bündnisse mit dem Königreich Frankreich und insbesondere mit dem Premierminister und Kardinal Richelieu.
Es wird angenommen, dass er nach dem Ende seines Mandates, am 5. Juli 1635, dem Staat weiterhin in verschiedenen offiziellen Positionen diente. Er starb 1643 in Genua und wurde in der (nicht mehr existierenden) Kirche San Domenico beigesetzt.
Giovanni Stefano Doria war mit Ottavia Spinola verheiratet.